# Верхньо-Білозерська волость
Верхньо-Білозерська волость — адміністративно-територіальна одиниця Мелітопольського повіту Таврійської губернії.
Станом на 1886 рік — складалася з 1 поселення, 2 сільських громад. Населення — 7730 осіб (3871 чоловічої статі та 3859 — жіночої), 1204 дворових господарства.
|                     | Площа, десятин | У тому числі орної, десятин |
| ------------------- | -------------- | --------------------------- |
| Сільських громад    | 26064          | 21935                       |
| Приватної власності | -              | -                           |
| Іншої власності     | 99             | 99                          |
| Загалом             | 26163          | 22034                       |

Найбільше поселення волості:
- Верхньо-Білозерка (Мала Білозерка, Білозерськ) — село при річці Білозерка за 50 верст від повітового міста, 7730 осіб, 1204 двори, православна церква, єврейський молитовний будинок, школа, поштова станція, 5 лавок, 2 бондарні, колісний завод, постоялий двір, 2 ярмарки на рік.